# دخترخوانده (فیلم)
دخترخوانده (ایتالیایی: La figliastra) یک فیلم کمدی سکسی سبک ایتالیایی به کارگردانی ادواردو مولارجا است که در سال ۱۹۷۶ منتشر شد. از بازیگران این فیلم می‌توان به برونو شیپیونی، لوکریشا لاو و زونیا ژانین اشاره کرد.
در فرانسه این فیلم در با اضافه شدن صحنه‌های هاردکور در یک نسخهٔ ویژهٔ بزرگسالان با عنوان جدید بیوه‌های حشری (فرانسوی: Veuves excitées‎) منتشر شد.